# 塔拉·史壯
塔拉·琳恩·查伦多夫·史壯（英語：Tara Lyn Charendoff Strong，1973年2月12日—）為加拿大裔美國女演員（目前同時擁有加拿大與美國國籍）。主要參與的演出為實境秀與電視動畫，曾於多部動畫中擔任配音員，包括《Rugrats》、《飛天小女警》、《趣怪守護仙》、《Drawn Together》、《獨角貓》、《少年悍將》及其衍生作品《少年悍將 GO！》以及《彩虹小馬：友情就是魔法》；還有遊戲《真人快打X》、《最终幻想X-2》和《蝙蝠俠：阿卡漢》系列等。

## 外部連結
- 官方网站
- VoiceStarz – 塔拉·史壯的配音公司
- 塔拉·史壯在互联网电影资料库（IMDb）上的資料（英文）
- Tara Strong （页面存档备份，存于） at Behind The Voice Actors